# 24-Stunden-Rennen von Spa-Francorchamps 1949

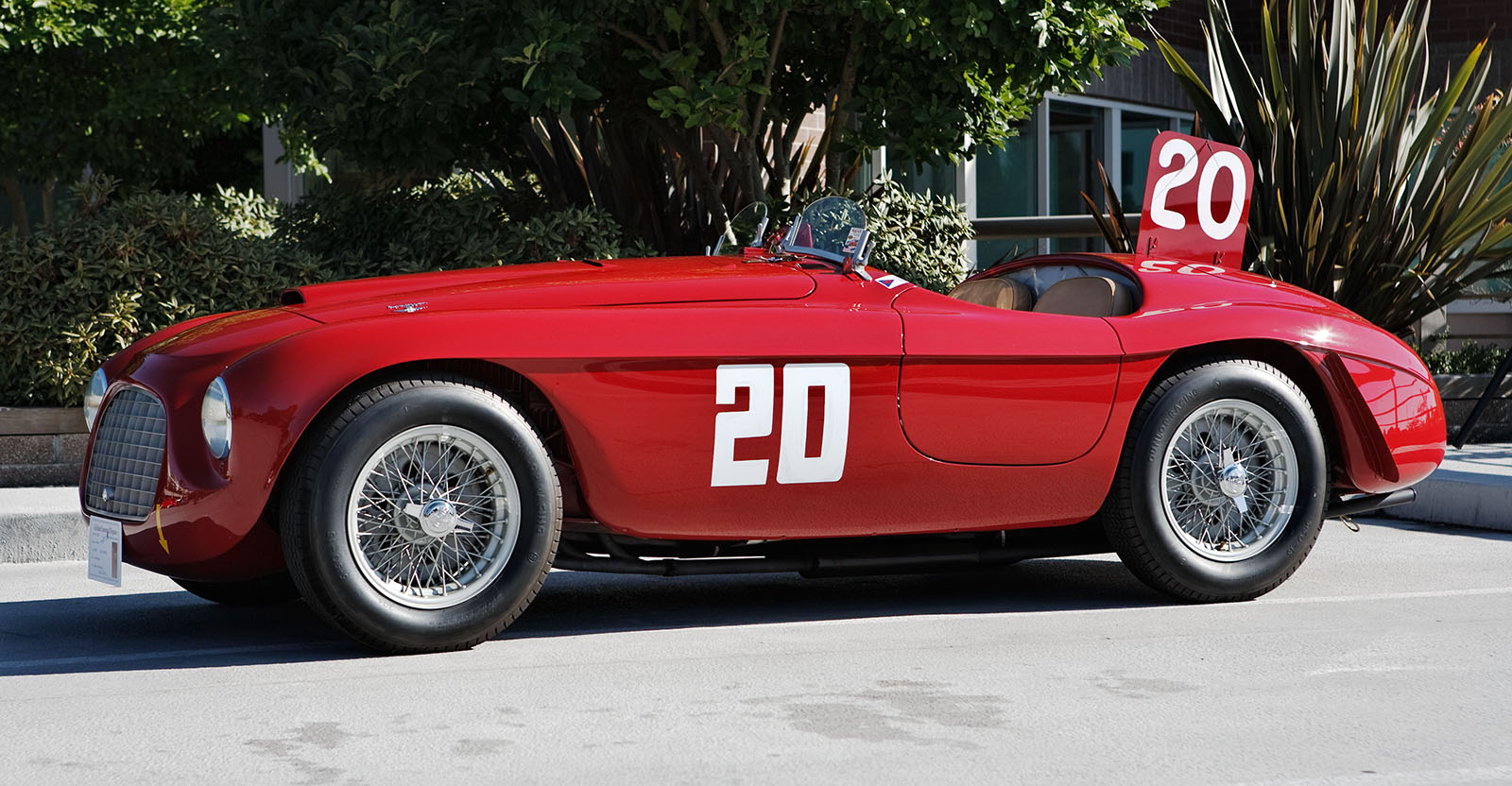
Ferrari 166 MM Fahrgestell 0010M, Siegerwagen von Luigi Chinetti und Jean Lucas

Das 14. 24-Stunden-Rennen von Spa-Francorchamps, auch 24 Heures de Spa, Spa-Francorchamps, fand am 10. und 11. Juli 1949 auf dem Circuit de Spa-Francorchamps statt.

## Das Rennen
Im Unterschied zum Vorjahr, als das Rennen bei sehr schlechtem Wetter stattfand, herrschten 1949 hervorragende äußere Bedingungen. Am Rennwochenende zeigte sich kaum eine Wolke am Himmel und es gab sommerliche Temperaturen. Nach dem Vorjahressieg von Jock Horsfall und Leslie Johnson meldete Aston Martin auch 1949 wieder Werkswagen in Spa-Francorchamps. Leslie Johnson fuhr einen Aston Martin DB2 gemeinsam mit Charles Brackenbury, der schon in den 1930er-Jahren im Sportwagensport aktiv war. Der Partner von Lance Macklin im zweiten DB2 war Nick Haines. Drei Werkswagen kamen von Gordini aus Frankreich, zwei Type 15S für die Teams Robert Manzon/Yves Giraud-Cabantous und Maurice Trintignant/Pierre Veyron sowie einen TMM für Aldo Gordini und José Scaron. Im Rennen fielen alle Fahrzeuge aus.
Luigi Chinetti startete in einem vor dem Rennen erworbenen Ferrari 166 MM, mit dem Jean Lucas und Pierre Louis-Dreyfus beim 24-Stunden-Rennen von Le Mans 1949 am Start waren. Lucas war in Spa Chinettis Teamkollege. Mit vier Wagen war die Ecurie Lapin Blanc die größte Rennmannschaft. Die HRG 1500 steuerten unter anderem Eric Thompson, Jack Fairman, André Pilette und Mortimer Morris-Goodall.
Chinetti und Lucas dominierten das Rennen 23 Stunden lang, ehe es eine halbe Stunde vor Rennschluss zu einem Drama kam. Der an der zweiten Stelle fahrende Delage von Henri Louveau verlor Öl, das in der Kurve von Stavelot die Fahrbahn rutschig machte. Als Chinetti im Ferrari dort ankam, verlor er auf dem Gemisch aus Staub und Öl die Herrschaft über den Wagen und kam von der Strecke ab. Dabei verletzte er zwei am Fahrbahnrand stehende Streckenposten. Chinetti gelang es den Wagen wieder auf die Bahn und an die Boxen zu bringen. Nach einer Notreparatur gewann er das Rennen trotz des Unfalls, da der Vorsprung auf den Delage – der nach dem Problem mit dem Ölverlust nur mehr langsam um den Kurs fuhr – groß genug war.

## Ergebnisse

### Schlussklassement
| 1           | S 2.0 | 20  | Luigi Chinetti          | Luigi Chinetti Jean Lucas           | Ferrari 166 MM                               |  |
| 2           | S 4.0 | 8   | Henri Louveau           | Henri Louveau Edmond Mouche         | Delage D6-3L                                 |  |
| 3           | S 4.0 | 14  | Aston Martin            | Leslie Johnson Charles Brackenbury  | Aston Martin DB2                             |  |
| 4           | S 2.0 | 28  | Jock Horsfall           | Jock Horsfall Paul Frère            | Aston Martin 2-Litre Speed Model Spa Special |  |
| 5           | S 2.0 | 30  | Aston Martin            | Nick Haines Lance Macklin           | Aston Martin DB2                             |  |
| 6           | S 1.1 | 68  | Scuderia Ambrosiana     | Mario Brambilla Aldo Bassi          | Fiat 1100S                                   |  |
| 7           | S 2.0 | 38  | Honoré Wagner           | Honoré Wagner Fernand Sigrand       | BMW 328                                      |  |
| 8           | S 2.0 | 40  | Herman Roosdorp         | Herman Roosdorp Adolf De Ridder     | Ferrari 166 MM                               |  |
| 9           | T 2.0 | 86  | Jowett Cars             | Anthony Hume Tommy Wisdom           | Jowett Javelin                               |  |
| 10          | S 1.5 | 44  | Ecurie Lapin Blanc      | Eric Thompson Jack Fairman          | HRG 1500 LW                                  |  |
| 11          | T 4.0 | 96  | Yvonne Simon            | Yvonne Simon Germaine Rouault       | Delahaye                                     |  |
| 12          | S 2.0 | 42  |                         | Dickie Stoop Peter Wilson           | Frazer Nash                                  |  |
| 13          | S 1.1 | 70  | Scuderia Ambrosiana     | Geremia Merati Émile Cornet         | Fiat 1100S                                   |  |
| 14          | T 4.0 | 102 | Carel Godin de Beaufort | Carel Godin de Beaufort de Beaufort | Ford                                         |  |
| 15          | T 2.0 |     |                         | Van Malder Nerinckx                 | MG Touring                                   |  |
| 16          | S 1.5 | 52  | Ecurie Lapin Blanc      | Ray Brock Bob Freeman Wright        | HRG 1500 Aerodynamic                         |  |
| 17          | S 2.0 | 26  | Louis Eggen             | François-Joseph Escalle Louis Eggen | Peugeot                                      |  |
| 18          | S 750 | 80  | Healers                 | Georges Andre L. Delhaes            | Aero Minor                                   |  |
| 19          | S 1.5 | 46  | Ecurie Lapin Blanc      | Jack Scott André Pilette            | HRG 1500 LW                                  |  |
| 20          | S 1.5 | 48  | Ecurie Lapin Blanc      | Peter Clark Mortimer Morris-Goodall | HRG 1500 LW                                  |  |
| Ausgefallen |       |     |                         |                                     |                                              |  |
| 21          | T 2.0 |     | Jacques Swaters         | Jacques Swaters Charles de Tornaco  | BMW 328                                      |  |
| 22          | S 4.0 | 4   | Franz Breyre            | Franz Breyre Trasenster             | Delage D6-3L                                 |  |
| 23          | S 4.0 | 6   | W. S. Watney            | Louis Gérard Pierre Levegh          | Delage D6-3L                                 |  |
| 24          | S 2.0 | 22  | Roger Laurent           | Roger Laurent Unzel                 | Veritas                                      |  |
| 25          | S 2.0 | 32  | Dudley Folland          | Dudley Folland Anthony Heal         | Aston Martin 2-Litre Speed Model             |  |
| 26          | S 2.0 | 34  |                         | Marcel Masuy 1                      | BMW 328                                      |  |
| 27          | S 1.5 | 58  | Amedée Gordini          | Robert Manzon Yves Giraud-Cabantous | Simca Gordini T15S                           |  |
| 28          | S 1.5 | 60  | Amedée Gordini          | Maurice Trintignant Pierre Veyron   | Simca Gordini T15S                           |  |
| 29          | S 1.1 | 64  | Amedée Gordini          | Aldo Gordini José Scaron            | Simca Gordini TMM                            |  |
| 30          | S 1.1 | 72  | Scuderia Ambrosiana     | Ovidio Capelli Diego Capelli        | Fiat 1100S                                   |  |

1 es ist nicht bekannt, ob Francois de Brémond das Rennen als Alleinfahrer bestritt, oder in den Ergebnislisten nur der Teamkollege fehlt

### Nur in der Meldeliste
Hier finden sich Teams, Fahrer und Fahrzeuge, die ursprünglich für das Rennen gemeldet waren, aber aus den unterschiedlichsten Gründen daran nicht teilnahmen.
| Pos. | Klasse | Nr. | Team             | Fahrer                         | Chassis            |
| ---- | ------ | --- | ---------------- | ------------------------------ | ------------------ |
| 31   | S 750  |     |                  |                                | Aero Minor Sport   |
| 32   | S 750  |     |                  |                                | Aero Minor Sport   |
| 33   | T 2.0  |     |                  |                                | Citroën            |
| 34   | T 2.0  |     |                  |                                | Lancia             |
| 35   | S 4.0  |     |                  |                                | Alfa Romeo 8C 2900 |
| 36   | S 4.0  |     |                  |                                | Bugatti            |
| 37   | S 2.0  |     |                  | Chardhomme Van Custem          | Frazer Nash        |
| 38   | S 1.1  | 66  |                  |                                | Simca-Gordini      |
| 39   | S 2.0  |     | Scuderia Ferrari | Luigi Villoresi Alberto Ascari | Ferrari 166 MM     |

### Klassensieger
| Klasse | Fahrer          | Fahrer           | Fahrzeug       | Platzierung im Gesamtklassement |
| ------ | --------------- | ---------------- | -------------- | ------------------------------- |
| S 4.0  | Henri Louveau   | Edmond Mouche    | Delage D6-3L   | Rang 2                          |
| S 2.0  | Luigi Chinetti  | Jean Lucas       | Ferrari 166 MM | Gesamtsieg                      |
| S 1.5  | Eric Thompson   | Jack Fairman     | HRG 1500 LW    | Rang 10                         |
| S 1.1  | Mario Brambilla | Aldo Bassi       | Ferrari 1100S  | Rang 6                          |
| S 750  | Georges Andre   | L. Delhaes       | Aero Minor     | Rang 18                         |
| T 4.0  | Yvonne Simon    | Germaine Rouault | Delahaye       | Rang 11                         |
| T 2.0  | Anthony Hume    | Tommy Wisdom     | Jowett Javelin | Rang 9                          |

### Renndaten
- Gemeldet: 39
- Gestartet: 30
- Gewertet: 20
- Rennklassen: 7
- Zuschauer: unbekannt
- Wetter am Renntag: warm, sonnig und trpócken
- Streckenlänge: 14,914 km
- Fahrzeit des Siegerteams: 24:00:00,000 Stunden
- Gesamtrunden des Siegerteams: unbekannt
- Gesamtdistanz des Siegerteams: unbekannt
- Siegerschnitt: 126,816 km/h
- Pole Position: unbekannt
- Schnellste Rennrunde: Maurice Trintignant – Simca Gordini T15S (#60)
- Rennserie: zählte zu keiner Rennserie